# GP Ouest-France 2012
GP Ouest-France 2012 var den 75. udgave af GP Ouest-France som blev afviklet den 26. august 2012. Løbet var 
248,3 km langt, med start og mål i Plouay, Frankrig. Det var sæsonens 24. løb på UCI World Tour 2012. Løbet blev vundet af Edvald Boasson Hagen, efter at han rykkede fra hovedfeltet på den sidste bakke før mål, og kunne kører over målstregen alene.
Udover de 18 ProTeams blev Argos-Shimano, Bretagne-Schuller, Cofidis, Europcar og Saur-Sojasun inviteret til at deltage.

## Resultat
|    | Rytter                     | Hold                   | Tid        | UCI World Tour Point |
| -- | -------------------------- | ---------------------- | ---------- | -------------------- |
| 1  | Edvald Boasson Hagen (NOR) | Team Sky               | 5h 55' 28" | 80                   |
| 2  | Rui Costa (POR)            | Movistar Team          | + 5"       | 60                   |
| 3  | Heinrich Haussler (AUS)    | Garmin-Sharp           | + 5"       | 50                   |
| 4  | Matthew Goss (AUS)         | Orica-GreenEDGE        | + 5"       | 40                   |
| 5  | Jürgen Roelandts (BEL)     | Lotto-Belisol          | + 5"       | 30                   |
| 6  | Marco Marcato (ITA)        | Vacansoleil-DCM        | + 5"       | 22                   |
| 7  | Giacomo Nizzolo (ITA)      | RadioShack-Nissan-Trek | + 5"       | 14                   |
| 8  | Borut Božič (SLO)          | Astana Pro Team        | + 5"       | 10                   |
| 9  | Samuel Dumoulin (FRA)      | Cofidis                | + 5"       | –                    |
| 10 | Luca Paolini (ITA)         | Team Katusha           | + 5"       | 2                    |